# Kuwayama lateralis
Kuwayama lateralis är en insektsart som beskrevs av Caldwell 1944. Kuwayama lateralis ingår i släktet Kuwayama och familjen spetsbladloppor. Inga underarter finns listade i Catalogue of Life.